# Sion (stacja kolejowa)
Sion (fra: Gare de Sion) – stacja kolejowa w Sion, w kantonie Valais, w Szwajcarii. Dziennie obsługuje około 9 000 pasażerów.

## Historia
Stacja została wybudowana w latach 1872 i 1873 przez Compagnie de la Ligne d'Italie. Została ona odnowiona w 1960 roku po raz pierwszy od 4 czerwca 1860.

## Linie kolejowe
- Kolej Simplońska